# Castelul Pierrefonds

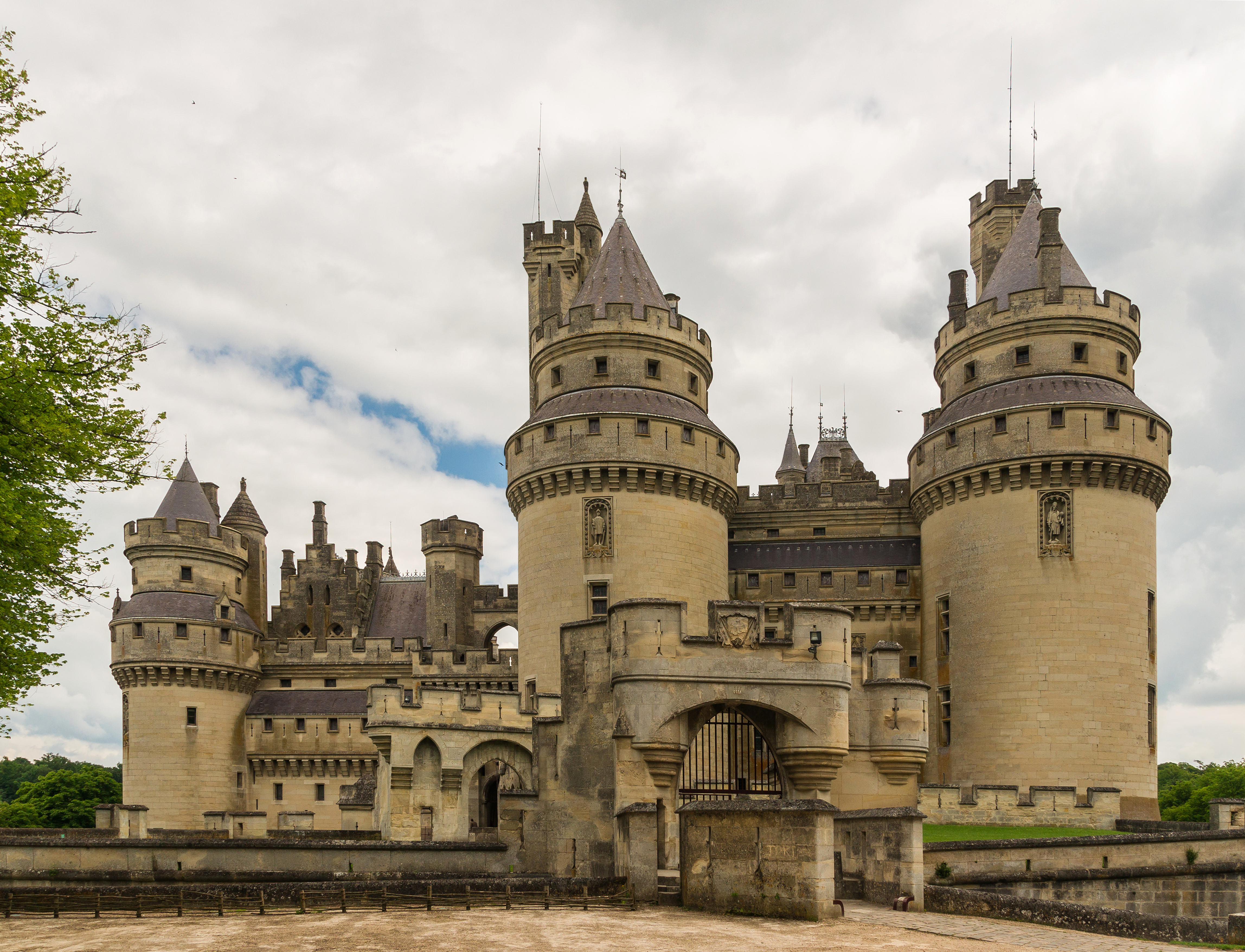
Castelul Pierrefonds

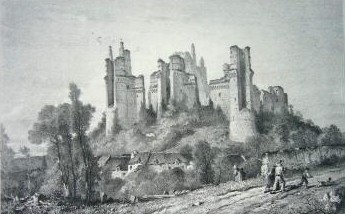
Ruina castelului Pierrefonds în jurul anului 1860

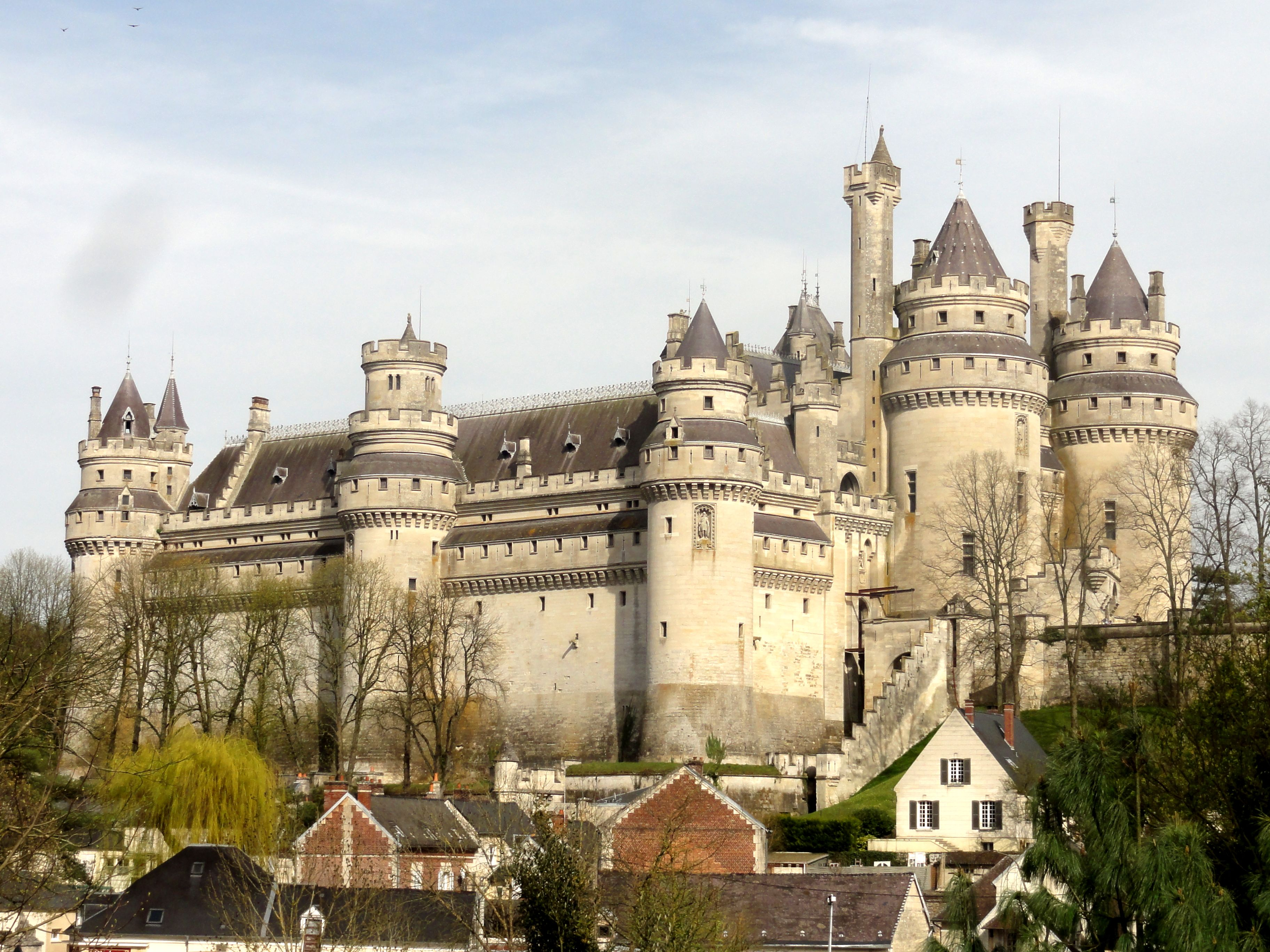
Vedere din sud-vest

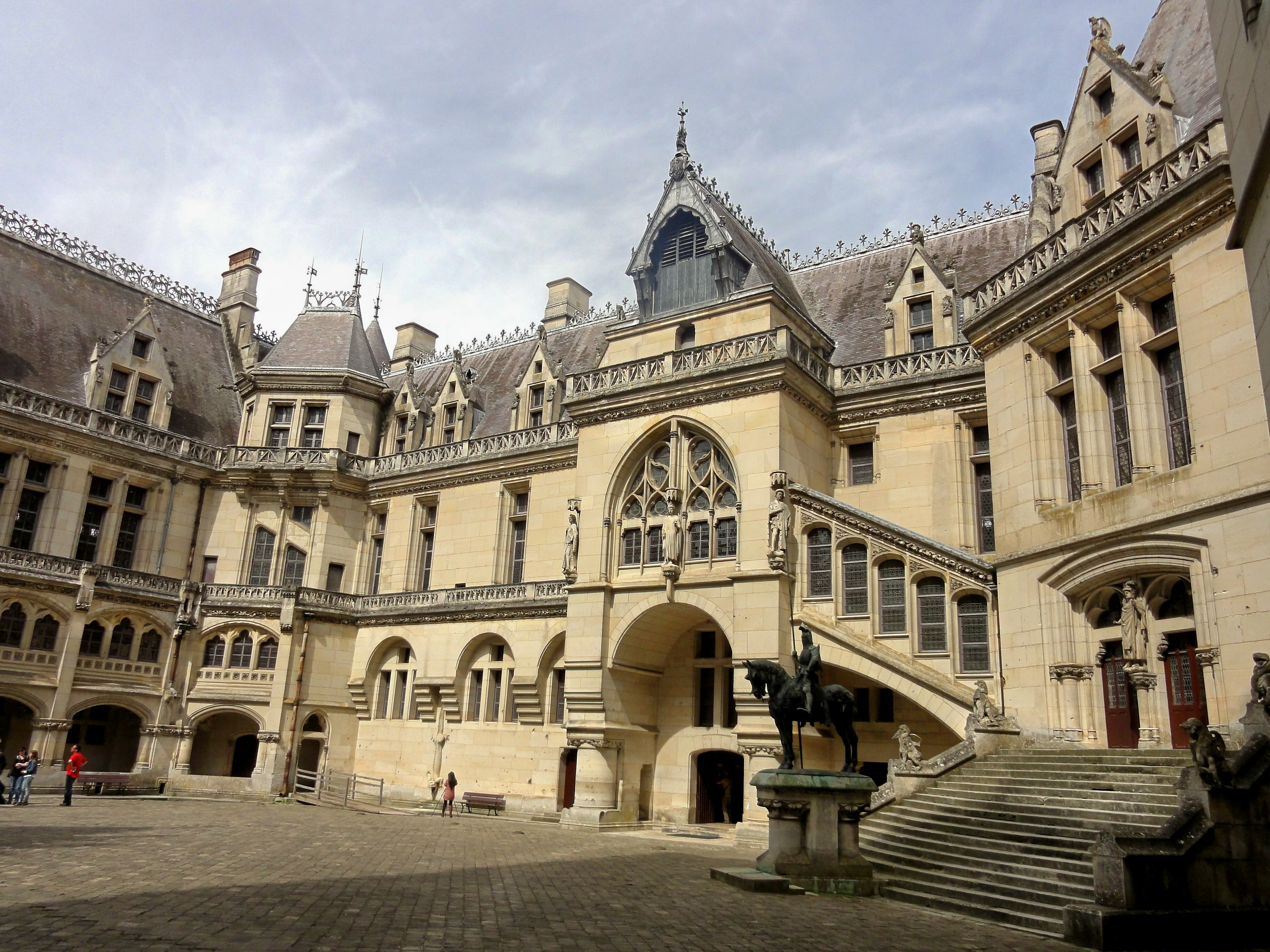
Curtea castelului

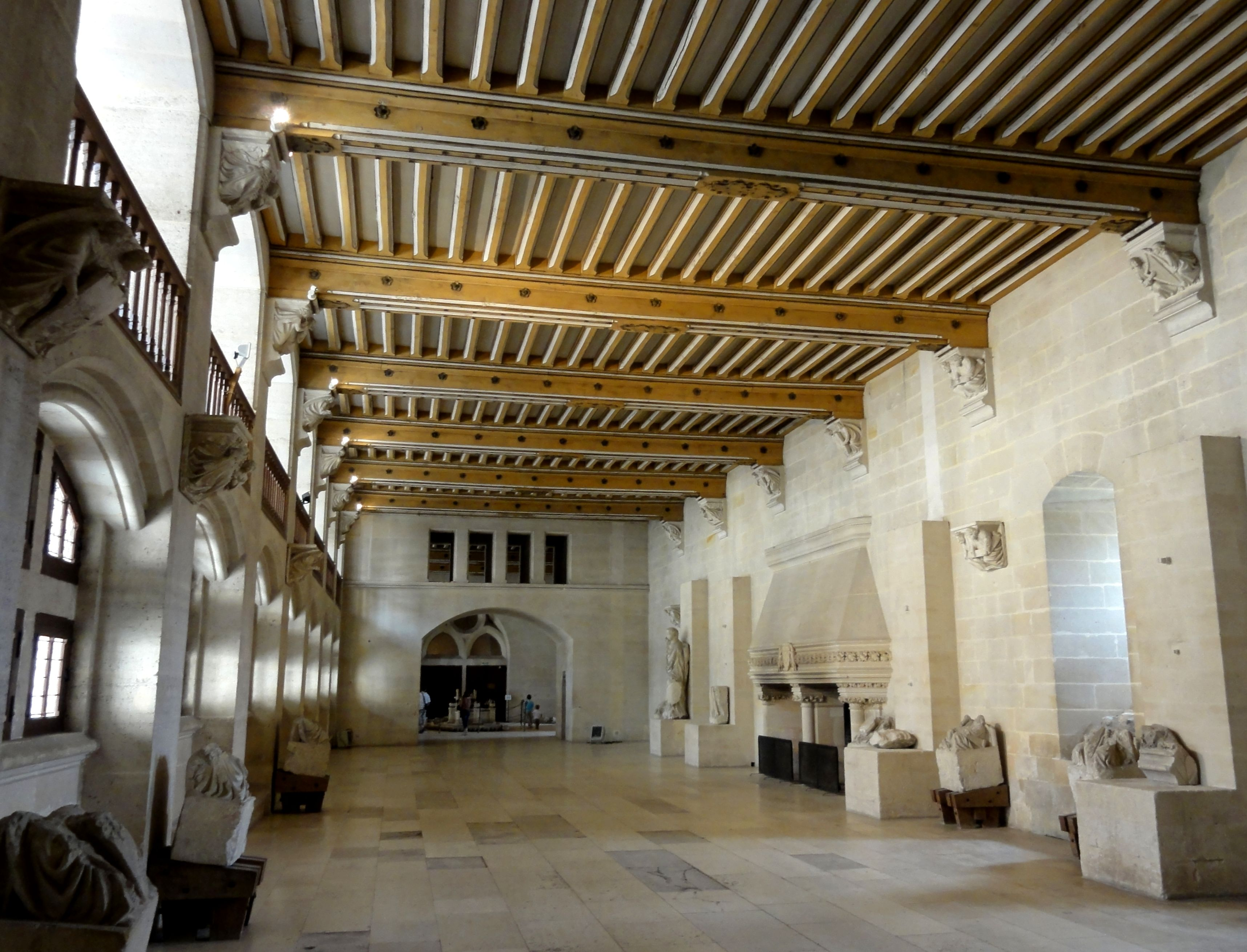
Sala de gardă

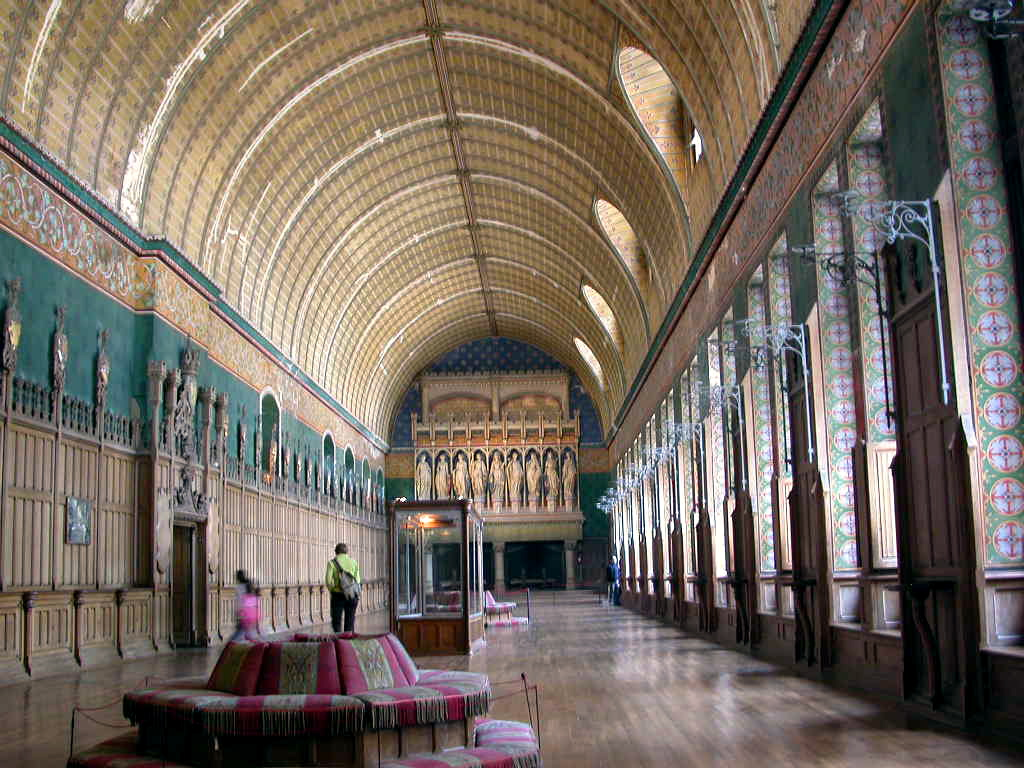
Sala eroilor

Castelul Pierrefonds este un castel medieval situat în Pierrefonds, în departamentul Oise, care a fost reconstruit și restaurat în secolul al XIX-lea de renumitul arhitect Eugène Viollet-le-Duc pentru Napoleon al III-lea al Franței. 